# 정후겸
정후겸(鄭厚謙, 1749년(추정?) 출생~1776년 7월 5일 사망)은 조선 후기의 외척(外戚)이고 권신(權臣)이자, 문신 겸 관료이며 정치인이다. 본관은 연일(延日)이며, 자(字)는 백익(伯益)이다. 일성위 보환 정치달(日城尉 報還 鄭致達, 1732년 12월 14일~1757년 2월 15일)의 사후양자(死後養子)가 된다.
원래는 양인 출신의 평민 집안의 차남(둘째 아들)이었으나, 먼 일가 방척 숙부인 일성위 보환 정치달(영조 서녀였던 화완옹주의 부군)의 양자가 되면서, 이후부터 화완옹주의 양자 자격으로 관직에 올랐다. 한때는 탕평당계 소론의 수하 노릇과도 같았으나, 뒤에 노론 외척 파벌의 숙주거리 노릇으로 넘어갔으며, 홍인한 등과 함께 세손(훗날의 정조 이산)의 대리청정을 반대하다가, 정조 즉위 후 유배되고, 삼사의 계속된 탄핵을 받다가 배소에서 처형되었다.
1907년(융희 1년) 이후 이완용의 여러 번의 복권 상소로써 1908년 4월 복권되었다.

## 생애

### 생애 초반
그는 조선 경기도 인천 제물포(지금의 대한민국 인천광역시) 지역에서 어물 행상(생선 장수)을 하던 정석달(鄭錫達, 1720년~?)의 6남 2녀(8남매) 중 차남(둘째아들)이자 넷째로 출생하였고, 어머니 전주 이씨 부인이 병으로 하세한 뒤에는, 계모 은진 송씨 부인과 계모 송씨의 친정어머니 경주 이씨 부인 등이 있었다. 그의 집안은 원래 양반의 후손이었으나, 생부 정석달은 생선장수였다 한다. 생부 정석달의 대에 가서는 생계를 얻기 힘들어 결국 생선 장사 등을 하게 된 것이다.
양인 출신이었던 그는 1764년 영조의 서녀 화완옹주와 그녀의 상배 부군이었던 정치달(鄭致達, 1757년 하세)의 양자로 입적하였다. 영조의 서녀사위 정치달(鄭致達, 1723년~1757년)은 정후겸의 아버지 정석달과 같은 항렬이었기에 가계상 아저씨뻘 되는 친가의 먼 친척이 되었다. 이후 음서(문음)로써 관직에 올랐으며, 일찍부터 영특하고 언변에 능하여 양 외할아버지인 영조의 총애를 받아 영의정 홍봉한(洪鳳漢)의 상주로써 특명을 받고 장원봉사(掌苑奉事)로 승진했으며, 이에 아울러 친형 정일겸(鄭日謙, 1746년~?)도 1772년 정시문과에 병과 급제한 후 승정원 승지에까지 오른 적이 있다.
1766년(영조 42) 홍문관 부교리, 1767년(영조 43) 홍문관 수찬에 올랐다. 이어 거듭 홍문관 교리를 거쳐 사헌부 지평을 역임하고 이후 화완옹주의 양자라는 배경으로써 19세의 어린 나이에 당상관으로 진급하여 승정원 좌승지에 올랐으며, 이후 승승장구해 20대의 나이에 병조 참판에 올라 당대의 6조의 실권자로 성장했다. 한때 화완옹주가 세손 이산을 제거하고 그를 임금으로 추대한다는 날조된 루머가 시장에 유포되기도 했다. 그러나 소현세자·인평대군·숭선군 등의 배다른 3형제한테, 이미 남자 후손들이 있었으므로 이는 불가능한 일이었다.
1769년 개성부유수로 나갔다가 다시 돌아와 호조참의, 호조참판, 공조참판, 예조참판 등을 역임했다.

### 세손과의 갈등과 최후
원래 그의 양부쪽 가계는 탕평당계 소론이었지만 다른 친척들과 함께 노론 외척당에 가담하게 된다. 그는 노론 외척 세력의 중진이 되어 세손(훗날의 정조)와 갈등하였다. 그는 홍인한, 김귀주 등과 결탁, 세손의 대리청정을 방해하고자 온갖 음해와 모략을 저질렀으며, 이 과정에서 친세손계 인사 홍국영(洪國榮), 정민시, 그밖에 노론 청명당의 김종수 등과 대립하였다.
한편으로는 차라리 동궁에까지 사람을 간세 및 세작으로 심어두고, 이로써 비밀리에 세손의 언동을 살피게 하는 한편, 유언비어를 퍼뜨려 세손의 비행을 조작하고 홍인한 등의 사주를 받아, 세손 대리청정을 반대했던 부사직 심상운(沈翔雲)을 시켜 세손궁의 궁료인 홍국영을 탄핵하고, 김종수의 제거를 획책하였으나 영조는 세손의 손을 들어주었고, 그의 계획은 모두 실패하고 말았다.
1774년 공조참판, 1776년 영의정 김상철(金尙喆)의 추천으로 비국당상이 되었다.
《조선왕조실록》 《영조실록》에는 그의 평소 품행이 거만하고 예의가 없었으며, 막대한 재산을 착복하여 전횡을 일삼았다고 적혀 있다. 1776년 정조가 즉위하자 숙청 작업에 들어갔는데, 양사에서는 정후겸, 홍인한 등을 수시로 계속 탄핵하였다. 정후겸은 홍인한, 홍상간 등과 함께 폐서인된 후 함경도 경원(慶源)으로 유배되었으며, 1776년 5월 3일 가시울타리가 쳐졌다.
얼마 지나지 않아 홍계희의 친척들이 무사를 고용, 정조를 암살하려는 사건이 발생하자, 여러번 양사로부터 공격을 당한 끝에 7월 5일 홍인한, 문성국 등과 함께 참형 또는 사사당했다.

## 기타
화완옹주는 작위를 박탈당하고 정치달의 처라는 뜻의 정처 혹은 정치달의 처로 호칭되었고, 그의 생부 정석달 등도 유배되었다.

### 사후
묘소는 실전되어 알 수 없다. 1806년(순조 6년) 순조 때에 이르러 김조순 집권 이후 정조의 치적을 파괴한 역적으로 단죄되었다. 후에 같은 항렬의 먼 친척 정해담(鄭海淡, 1759년~?)의 둘째 아들 정기원(鄭璣源, 1787년~1865년)을 사후 양자(死後 養子)로 삼았다.
1908년(융희 2년) 4월 30일에야 내각 총리대신 이완용의 건의로 복권되었다. 1908년(융희 2년) 1월 이완용 등의 건의로 작위와 시호가 회복되었다. 1908년 4월 죄적에서 삭제되고 명예회복되었다.

## 가족 관계
- 아들(장남) : 정시원(鄭翅源, 1770년~1774년) - 다섯 살 어린 시절에 병으로 요사.
- 양자(양차남) : 정기원(鄭璣源, 1787년~1865년) - 생부 정해담(鄭海淡)은 양부 정후겸의 친가 동항렬 방척.

### 관련 도서
- 창경궁 동무(배유안 저) - 정조와 정후겸의 아름다울 수 있었던 우정이 어떻게 어긋났는지 잘 알아볼 수 있는 책. 마지막 장면에 정후겸이 눈물을 흘리는 장면이 인상적이다.

## 같이 보기
| - 벽파 - 시파 - 정몽주 - 정철 - 홍인한 - 화완옹주 - 노론 - 사도세자 - 김한구 - 김관주 - 김귀주 | - 홍계희 - 김상로 - 나경언 - 문성국 - 홍봉한 - 조재호 - 이종성 - 김종수 - 홍국영 - 안정복 |

## 정후겸을 연기했던 배우들
TV 드라마
- 선우재덕 - 1988년 MBC 드라마 《조선왕조 오백년 한중록》
- 선우재덕 - 1991년 KBS1 드라마 《왕도》
- 정웅인 - 2001년 MBC드라마 《홍국영》
- 조연우 - 2007년 MBC드라마 《이산》
- 이인성(아역) - 2007년 MBC드라마 《이산》
- 성창훈 - 2011년 SBS드라마 《무사 백동수》
- 권현빈 - 2021년 MBC드라마 《옷 소매 붉은 끝동》

뮤지컬
- 장정식 - 2008년 뮤지컬 《화성에서 꿈꾸다》